# Onciale 0269
- Papyrus
- Onciale
- Minuscules
- Lectionnaire

Le Codex 0269 (dans la numérotation Gregory-Aland), est un manuscrit du Nouveau Testament sur parchemin écrit en écriture grecque onciale.

## Description
Le codex se compose d'une folio. Il est écrit en une colonne par page, de 25 lignes par colonne. Les dimensions du manuscrit sont 33 x 25 cm,. Les paléographes datent ce manuscrit du IXe siècle.
C'est un manuscrit contenant le texte de l'Évangile selon Marc (6,14-20).
Le texte du codex représenté est de type mixte. Kurt Aland le classe en Catégorie III.
Lieu de conservation
Il est conservé à la British Library (Add. 31919, f. 23) à Londres,.